# Ceryx flavigutta
Ceryx flavigutta là một loài bướm đêm thuộc phân họ Arctiinae, họ Erebidae.